# Vilach
Vilach (oficialmente en occitano: Vilac) es una entidad municipal descentralizada del municipio de Viella y Medio Arán, cuenta con 221 habitantes, pertenece al tercio de Marcatosa de la comarca del Valle de Arán. El municipio fue incorporado a Viella y Medio Arán en 1970 junto con Arrós y Vila, Betlán, Escuñau, Gausach y Viella.
Está situada en el centro de la comarca, en el margen derecho del río Salient, cerca de su desembocadura al Garona, a 1047 metros de altitud. La gente autóctona usa el aranés mayoritariamente, pero la gente que sube de vacaciones usa el español o el catalán.

## Geografía humana

### Demografía
| Gráfica de evolución demográfica de Vilach entre 1842 y 1960 |
| |
| Población de derecho según los censos de población del INE Población de hecho según los censos de población del INEEntre el censo de 1857 y el anterior, crece el término del municipio porque incorpora a 255036 (Artiga) Entre el censo de 1970 y el anterior, este municipio desaparece porque se integra en el municipio 25243 (Viella Mitg Arán) |

| 78                                          | 89 | 89 | 98 | 119 | 147 | 168 | 200 | 212 | 213 | 221 |
| (Fuente: Instituto Nacional de Estadística) |    |    |    |     |     |     |     |     |     |     |

Fue un término municipal independiente, incorporando los pueblos de Santa Gemma y Sant Germés hasta 1970.

## Monumentos y lugares de interés
- Iglesia de San Félix, de estilo románico, originaria de los siglos XII y XIlI, con portal románico con un tímpano de interés especial y un retablo gótico. El horario de misa es el primer y el tercer sábado de cada mes a las 17:00.

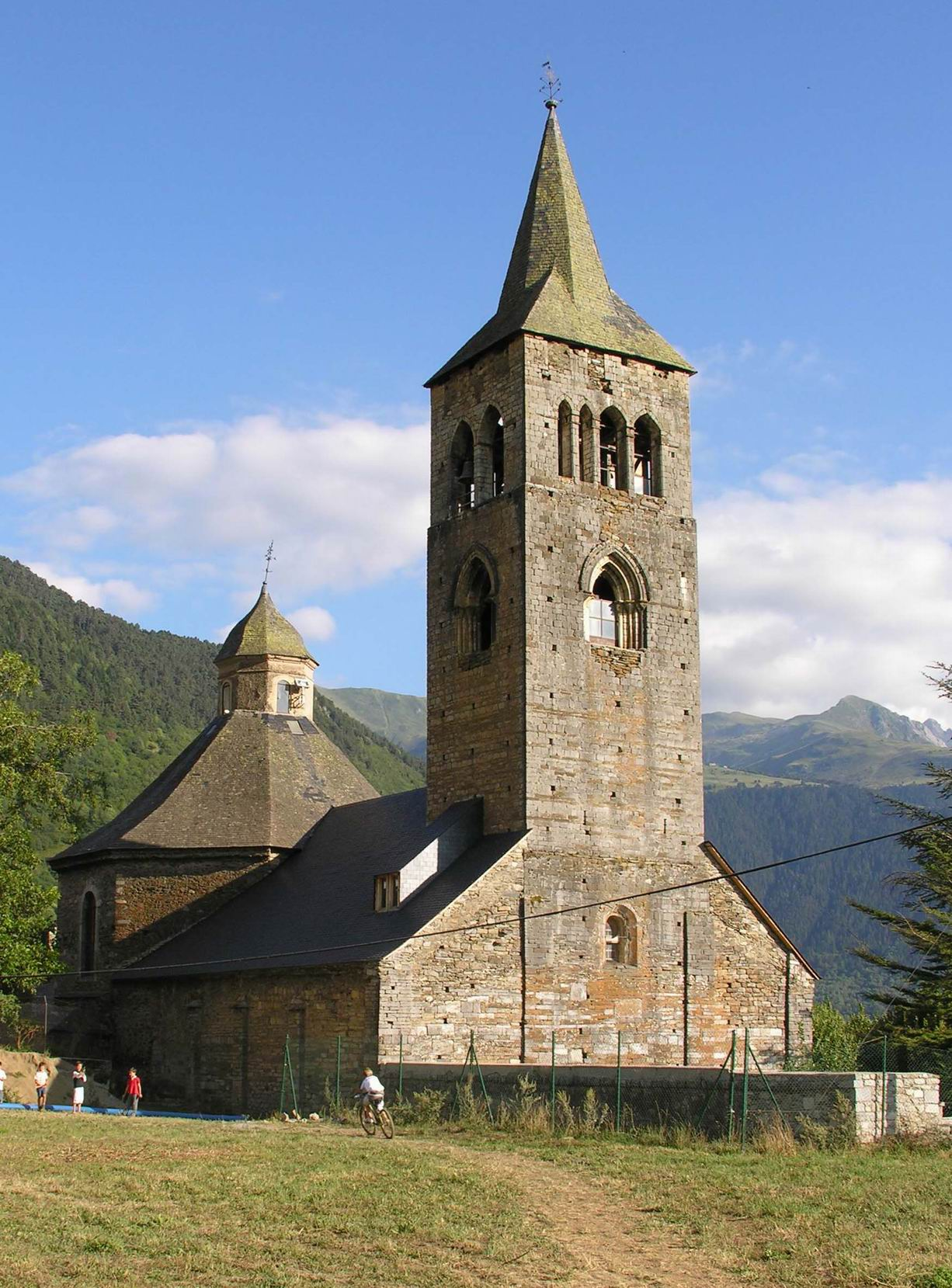
Iglesia de Sant Félix